# Meseta Tarasca
A Meseta Tarasca ou Meseta P'urhépecha é uma região do estado mexicano de Michoacán situada no sopé do Eixo Neovulcânico. É considerada uma região temperada, irrigada pelo rio Lerma e seus afluentes. Existem aqui vários lagos, como o lago Pátzcuaro, Lago Cuitzeo e Zirahuén. É uma região com um forte contingente populacional indígena (sobretudo os p'urhépecha), que se dedica sobretudo à agricultura e silvicultura. Aqui se desenvolveu a cultura tarasca do período pós-clássico mesoamericano. Os principais centros populacionais desta zona são Pátzcuaro e Tzintzuntzan.